# Piotr Struve
Piotr Berngárdovich Struve (Пётр Бернга́рдович Стру́ве) (nacido el 26 de enero de 1870 en Perm, muerto el 22 de febrero de 1944 en París) hijo de Bernhard Vasílievich Struve (nieto de Friedrich Georg Wilhelm von Struve), es parte de la dinastía de destacados científicos y políticos Struve, es probablemente el miembro más conocido de la familia en Rusia.
Fue uno de los primeros marxistas en Rusia. Asistió a reuniones marxistas y populistas (naródniki), donde conoció a su futuro oponente, Vladímir Lenin. Redactó el Manifiesto del Partido Obrero Socialdemócrata Ruso («Манифест Российской социал-демократической рабочей партии») luego de su creación en 1898.
Aún antes de que el partido se escindiera en bolcheviques y mencheviques, Struve lo abandonó por el Partido Democrático Constitucional (KD o kadet), que promovía ideas liberales. Representó a su partido en todas las reuniones prerrevolucionarias de la Duma Imperial de Rusia. Luego de la Revolución rusa, publicó diversos artículos notables de sus causas y se unió al Movimiento Blanco. En los gobiernos de Piotr Wrangel y Antón Denikin fue uno los ministros. Durante las siguientes tres décadas, vivió en París, mientras sus hijos destacaron en la Iglesia ortodoxa rusa fuera de Rusia.
- Datos: Q377725
- Multimedia: Piotr Struve / Q377725